# 清洲東インターチェンジ
清洲東インターチェンジ（きよすひがしインターチェンジ）は、愛知県名古屋市西区と清須市にある名古屋第二環状自動車道のインターチェンジである。

## 概要
直交する国道22号（名岐バイパス）を挟んで、東側に上社JCT・名古屋南JCT方面への入口と同方面からの出口が、西側に名古屋西JCT方面への入口と同方面からの出口が設けられている。
インターチェンジ名称は清洲東の漢字を採用しており、市名の清須市とは異なる
。

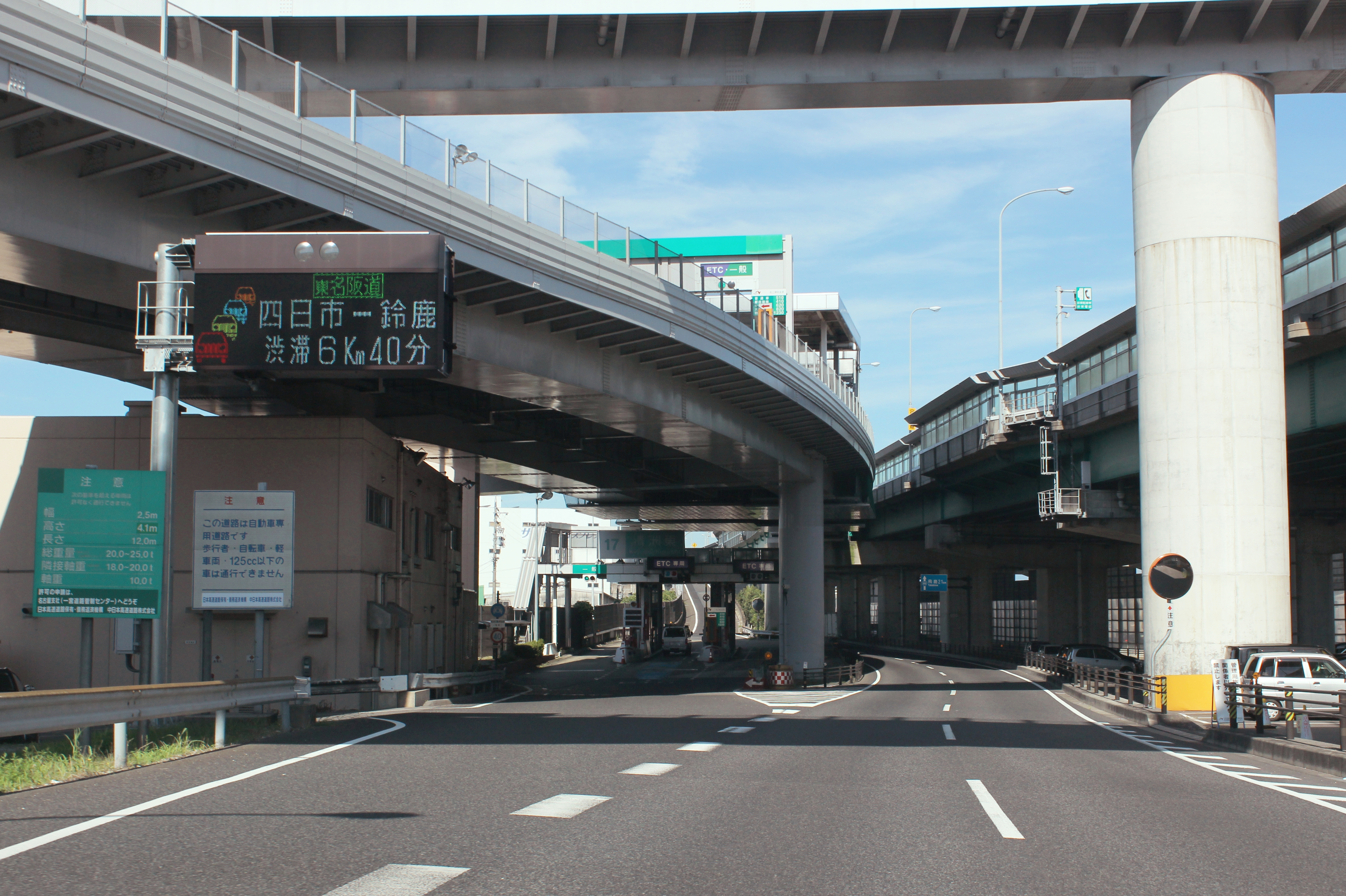
内回り（名古屋西JCT）方面入口
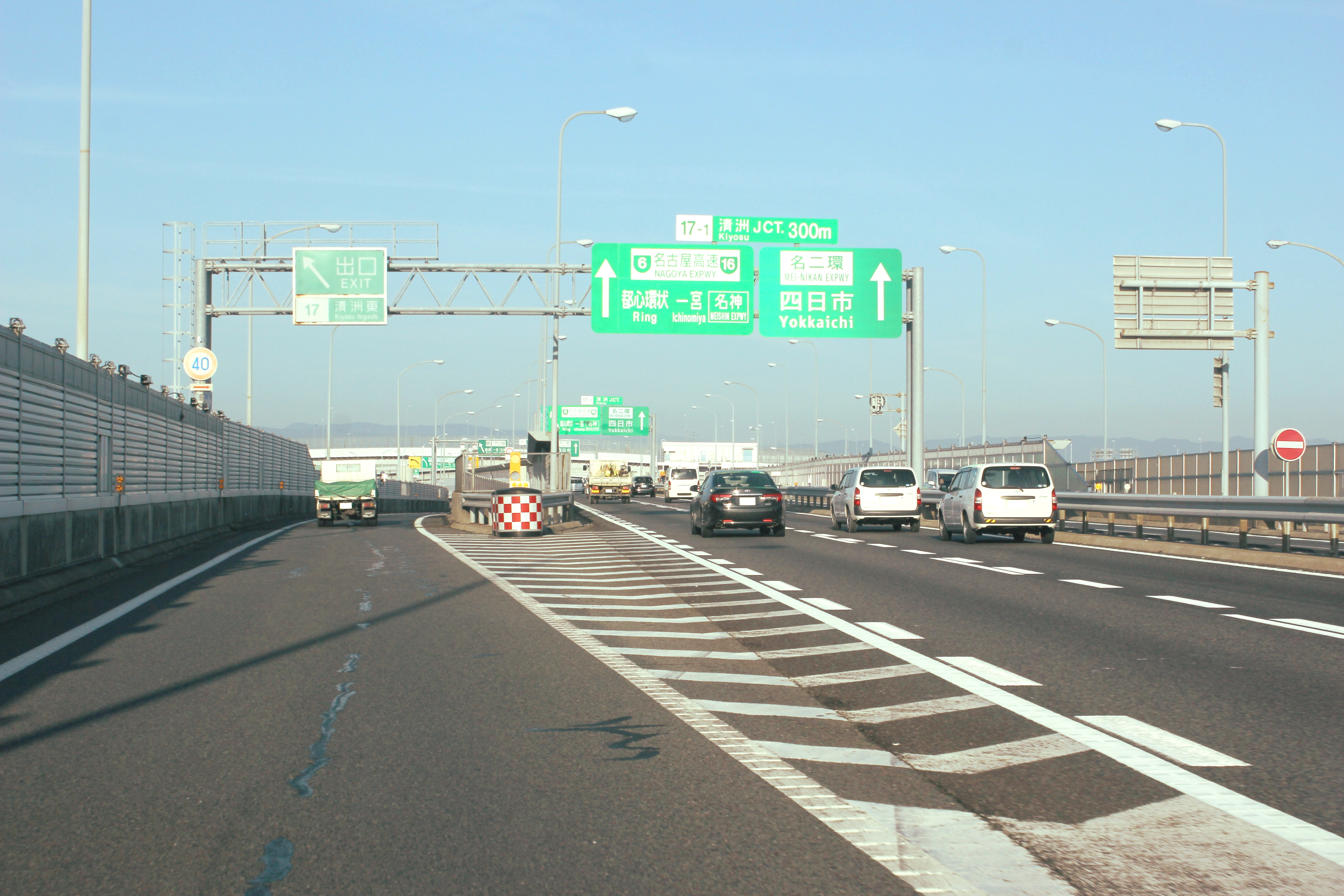
本線（内回り）からの流出部 すぐ奥に清洲JCTが控える

## 歴史
- 1988年（昭和63年）3月23日 : 東名阪自動車道名古屋西IC - 清洲東IC間開通と同時に当ICを開設[5]
- 1991年（平成3年）3月19日 : 勝川IC - 当IC間開通[6]
- 2011年（平成23年）3月20日 : 所属路線名称を名古屋第二環状自動車道（名二環）に変更[7]

## 周辺
インターチェンジから少し進むと北名古屋市に入り、利用圏内になっている。
- 清洲城・清洲公園
- 朝日遺跡
- キリンビール 名古屋工場
  - キリンビアパーク名古屋

## 接続する道路
- 直接接続
  - 国道302号[2]
  - 国道22号（岐阜・一宮方面から）[2]

- 間接接続 
  - 国道22号（朝日交差点から）

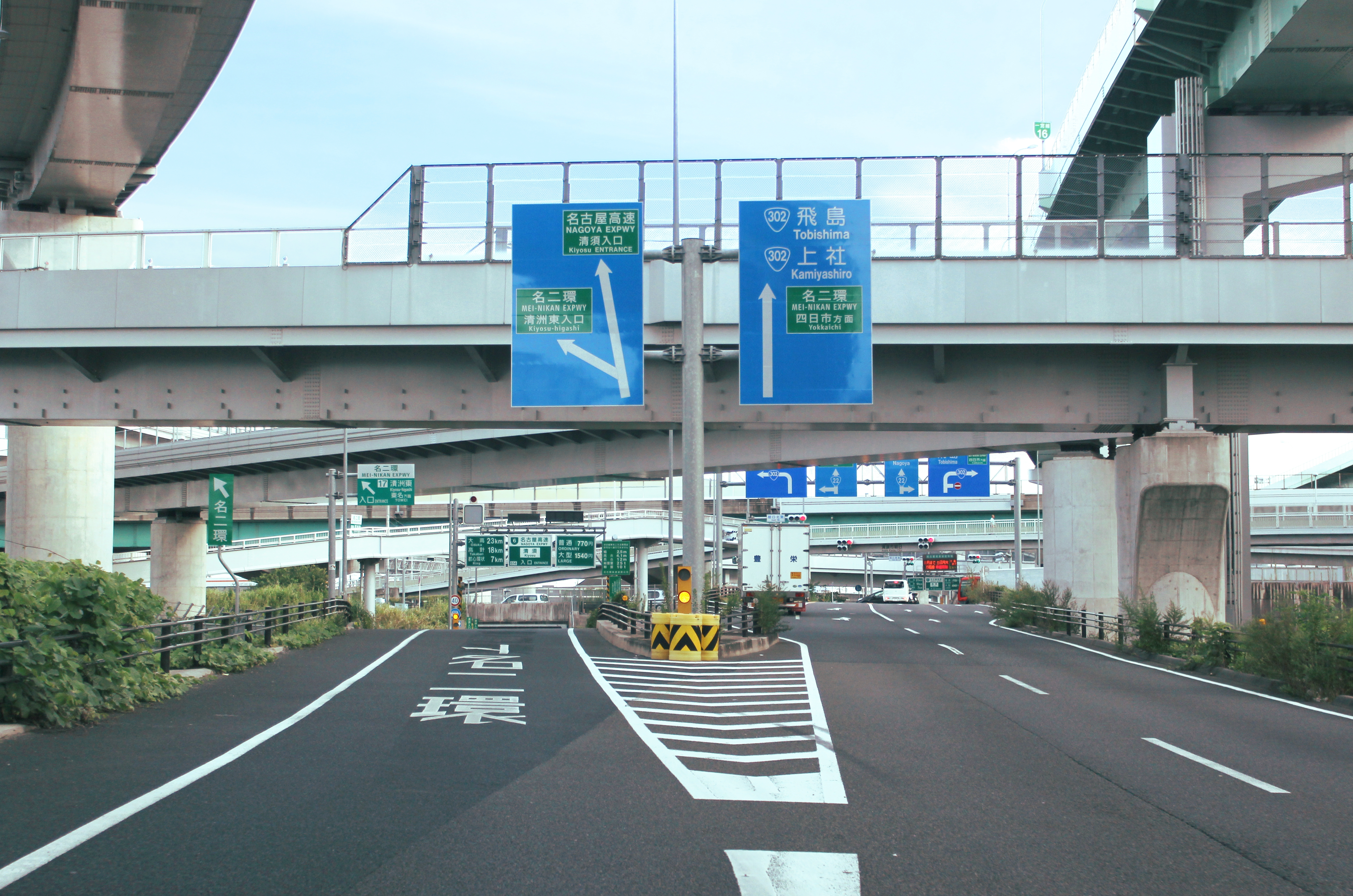
国道22号一宮方面から上社方面へは直通線で接続
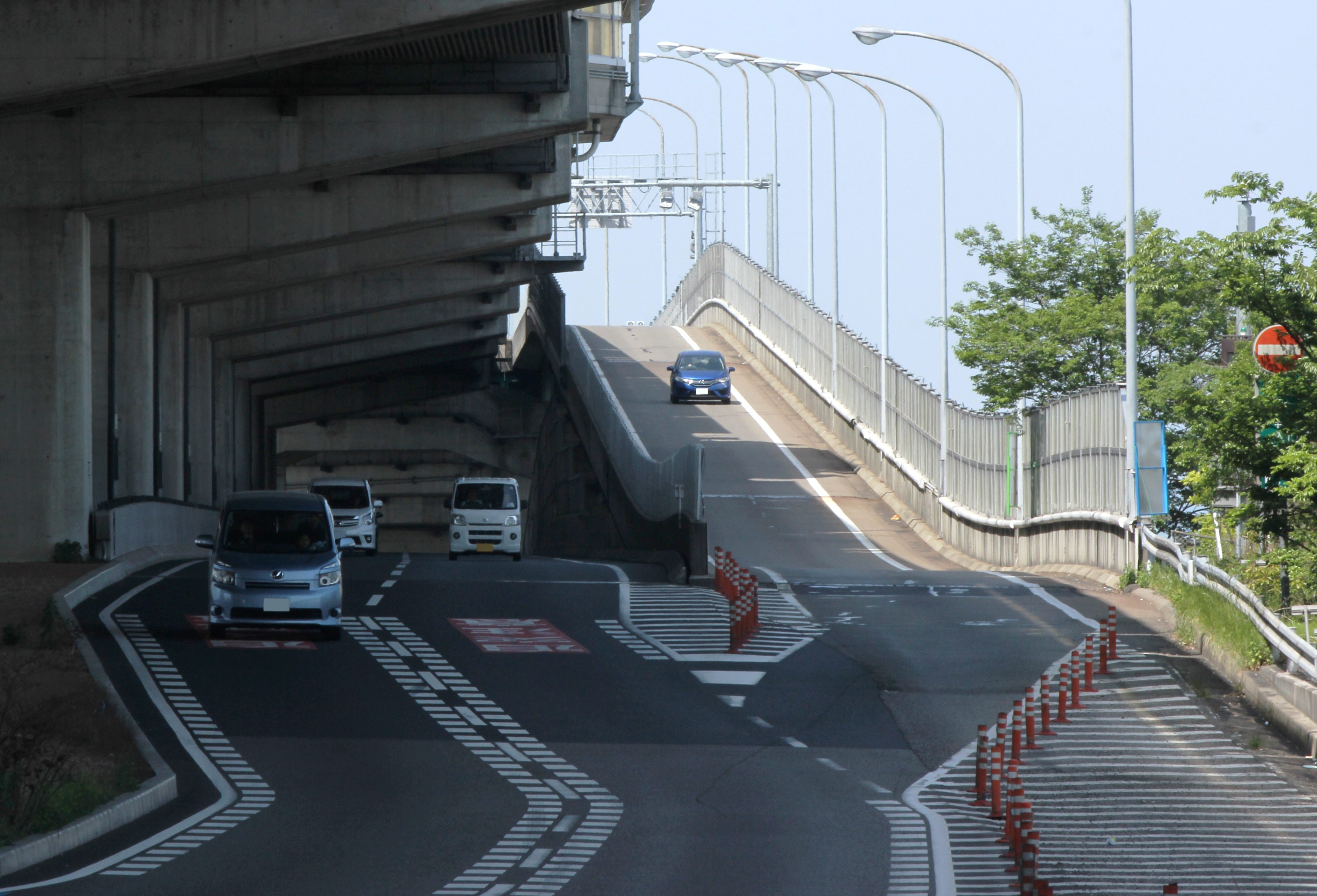
出口で国道302号に接続（画像は外回り）
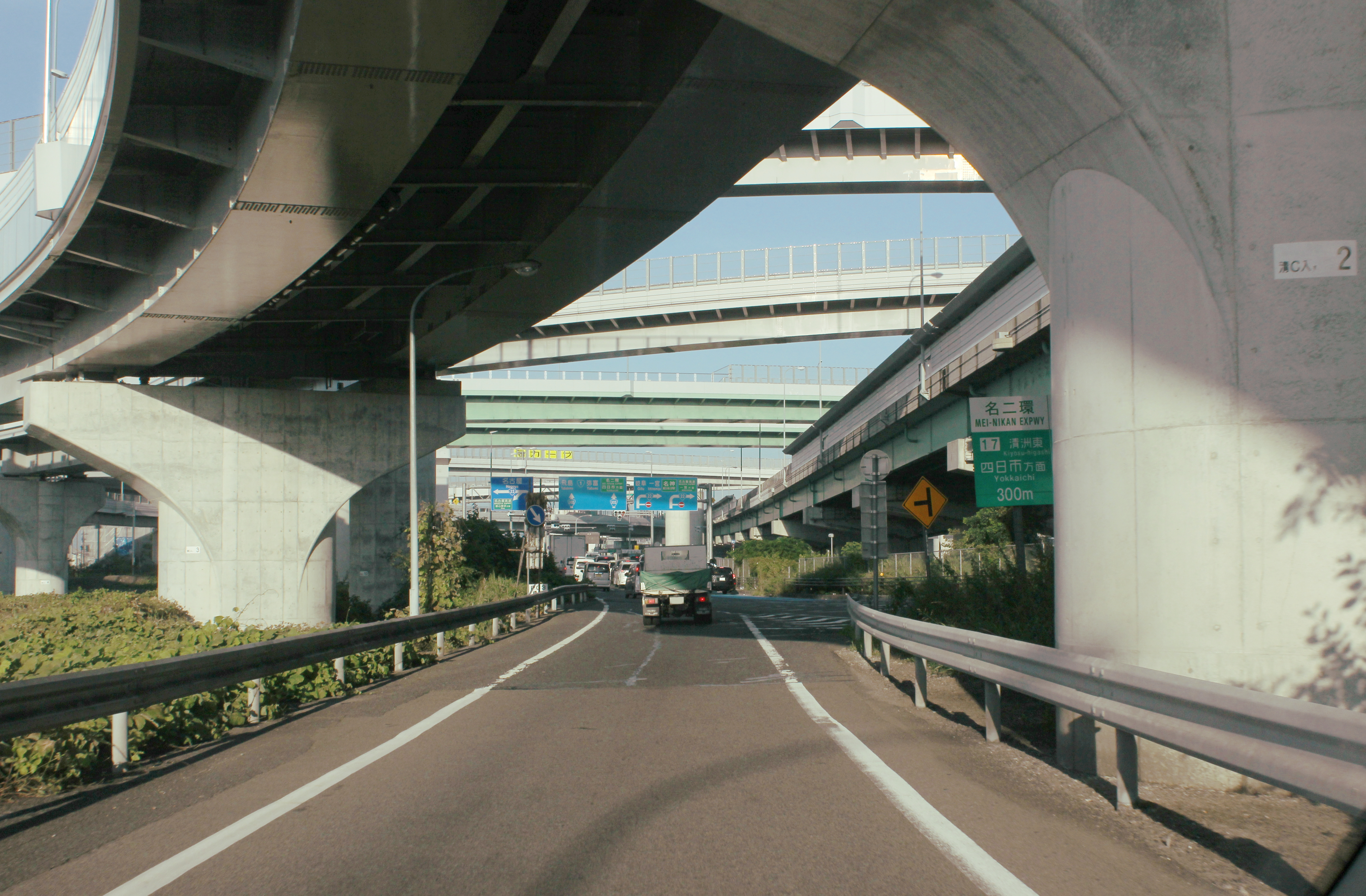
内回り側オフランプ
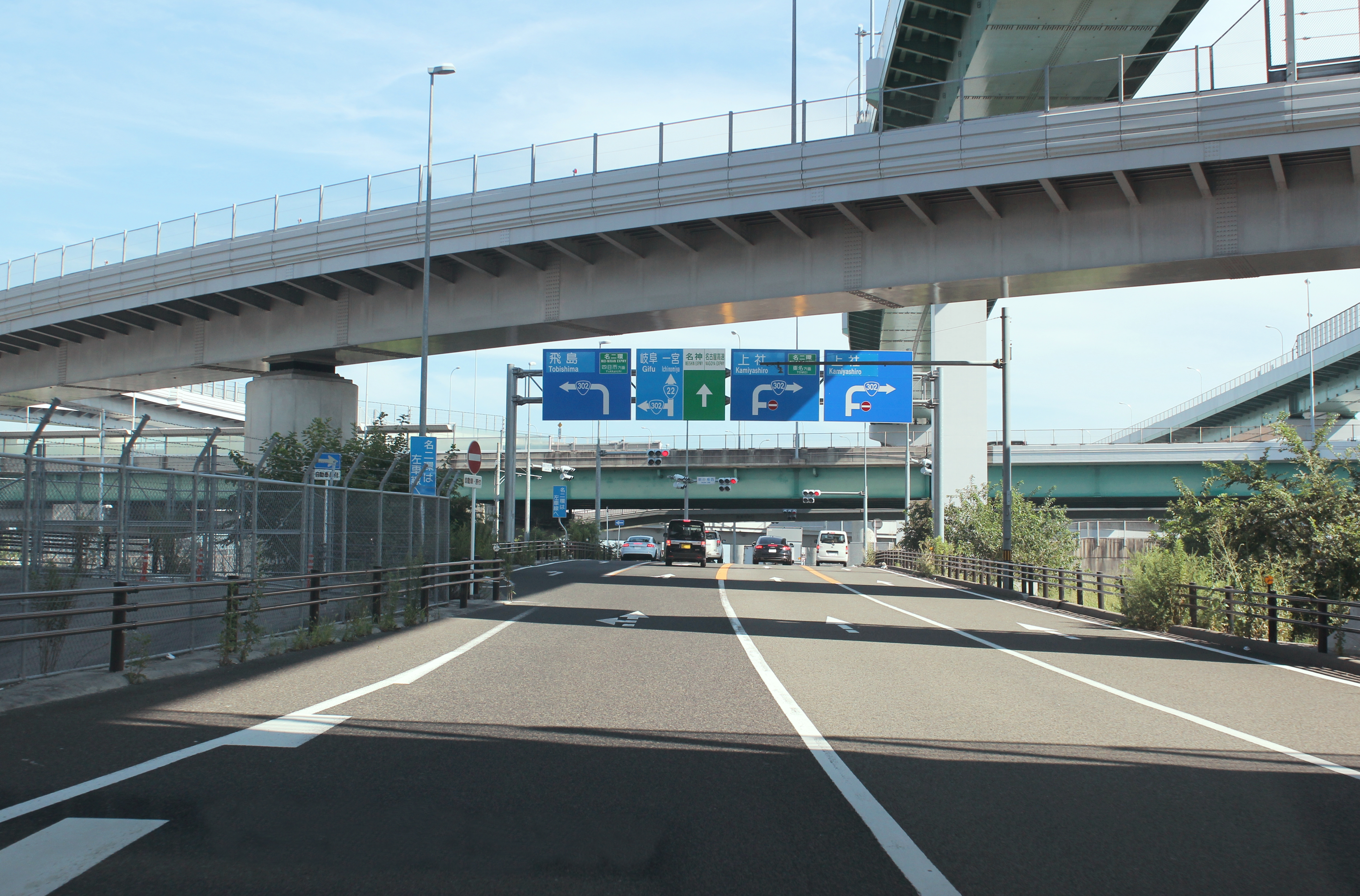
国道302号を介して国道22号と接続。直上は名古屋高速6号清須線と清洲JCT。

## 料金所
レーン運用は、時間帯やメンテナンスなどの事情により変更される場合がある。

### 第一料金所（上社・名古屋南JCT方面入口）
- レーン数 : 2[8]
  - ETC専用 : 1
  - ETC/一般 : 1

### 第二料金所（名古屋西JCT・四日市方面入口）
- レーン数 : 3[8]
  - ETC専用 : 1
  - 一般 : 1
  - 休止 : 1

## 隣
C2 名古屋第二環状自動車道
(16) 平田IC - (17) 清洲東IC/(17-1) 清洲JCT - (18) 清洲西IC